# 松村明仁
松村 明仁（まつむら あきひと、1941年6月13日 - ）は医師（医学博士）、労働衛生コンサルタント、元厚生技官。満洲国生まれ、山梨県出身。

## 人物
薬害エイズ事件当時の厚生省生物製剤課長(前任者は、郡司篤晃)。1985年8月、血友病患者ら3人が、危険な非加熱濃縮製剤の市場からの早期回収を製薬会社に指導するよう陳情する為、松村課長を訪れた。これに対し、同氏は、「それは出来ない。非加熱製剤が（HIVに）すべて汚染されているとは限らない。厚生省が指導すれば製薬会社は従わざるを得ず、企業に損害を与えてしまう」と述べたとのことである。また、当時、不凍液入りのワインが市場に出回り大騒ぎとなっており、患者たちが「どうしてワインは回収できて、非加熱製剤はだめなのか」と詰め寄ると、同氏は、「ワインは一般国民が飲むが、凝固因子（血漿製剤のこと）の使用者は限られているから」と答えたという。｢薬害エイズ訴訟において加熱製剤認可後も危険な非加熱製剤の回収命令を出さず被害を大きく広げたことにより、特に患者2名の死について業務上過失致死罪に問われ被告人となった。ただし、うち1名の1985年5月から6月に投与された部分についてはその当時では結果回避義務は否定され無罪とし、1986年4月に投与された患者1名に対する分について有罪とされた。
なお、当時の薬務局長だった小林功典や事務次官らは不起訴となっている。

## 経歴
- 1966年：北海道大学医学部卒業（24歳）
- 1971年：北海道大学大学院医学研究科博士課程修了、北海道庁入庁（29歳）
- 1975年1月：厚生省公衆衛生局保健情報課長補佐として入省（33歳）
- 1977年：環境衛生局食品衛生課長補佐
- 1979年：公衆衛生局地域保健課長補佐
- 1981年：山口県衛生部長（出向）
- 1984年7月16日（ - 1986年6月29日）：薬務局生物製剤課長
- 1985年7月1日：加熱血液製剤の認可
- 1986年6月30日：健康政策局指導課長
- 1988年：労働省労働基準局安全衛生部労働衛生課長
- 1990年：厚生省保健医療局国立療養所課長
- 1991年：同局国立病院課長
- 1992年：同局国立病院部経営指導課長、
- 1993年：労働省労働基準局安全衛生部長
- 1995年1月：厚生省保健医療局長
- 1996年7月2日：退官（55歳）
- 2002年3月：労働衛生コンサルタント試験（保健衛生）合格[4]

## 薬害刑事訴訟
- 1996年10月4日：逮捕
- 2001年9月28日：第1審 東京地方裁判所（永井敏雄裁判長）禁錮1年、執行猶予2年の有罪（1985年の血友病患者投与に関する部分は無罪）[2][3]。
- 2005年3月25日：控訴審 東京高等裁判所（河辺義正裁判長）1審判決を支持し検察、弁護側双方の控訴を棄却（検察側は上告せず、1985年の血友病患者投与に関する部分についての無罪は確定）[2][3][5]。
- 2008年3月3日:上告審 最高裁判所第二小法廷（古田佑紀裁判長）原判決を支持し、弁護側の上告を棄却し有罪が確定[6][7]。